# 霍伊貝格山 (羅薩林山)
47°41′51″N 16°18′24″E / 47.69750°N 16.30667°E

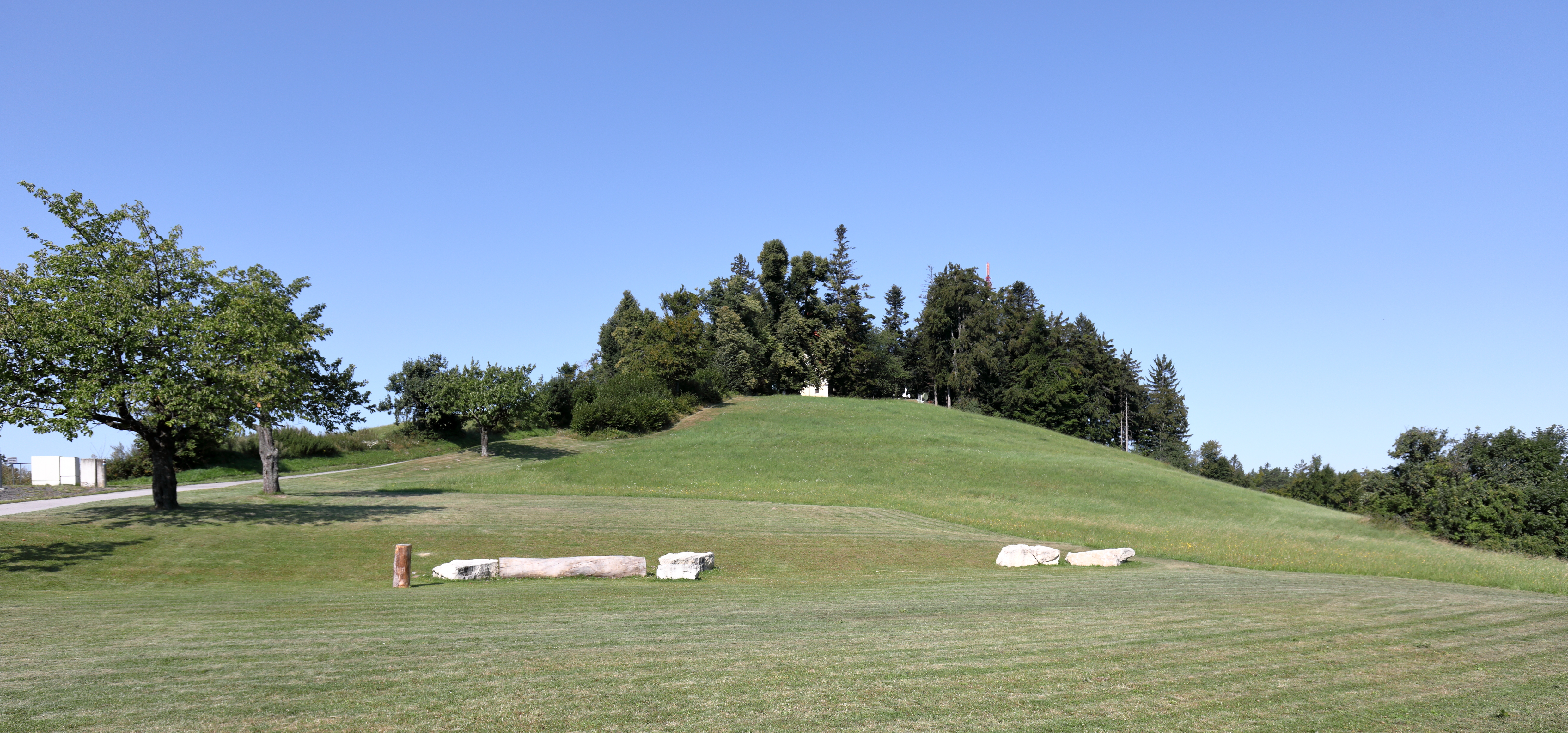

霍伊貝格山（德語：Heuberg），是奧地利的山峰，位於該國東部，由布爾根蘭州負責管轄，屬於羅薩利亞山的一部分，距離維斯馬特9.5公里，處於霍赫沃爾克爾斯多夫東北部，海拔高度748米。